# Јозеф Рот
Мозес Јозеф Рот (Броди, 2. септембар 1894 - Париз, 27. мај 1939) био је аустријски књижевник и новинар. Рођен је и одрастао у сиромашној јеврејској породици у Бродију, градићу смештеном у Галицији, тадашњем Аустроугарском царству, а данашњој Украјини. На његово стваралаштво посебно су утицале две чињенице из живота. Прва је везана за његов новинарски позив и писање новинарских фељтона, поставши на тај начин не само један од најцењенијих фељтониста на немачком говорном подручју, већ и један од родоначелника модерног фељтона, који се по неким својим особеностима може сматрати посебним књижевним жанром. Новинарски позив је утицао на формирање изразитог стила и развијање способности за бележење детаља. Ово ће Ротово књижевно стваралаштво настало двадестих година приближити такозаној документарној прози. Друга биографска чињеница, која је битно условила његову поетику, везана је за његов живот у емиграцији. Наиме, Рот је као Јеврејин због Хитлеровог антисемитизма морао да избегне у Париз, далеко од родне Аустрије и Немачке где је стварао. Живот у изгнанству и окренутост алкохолу условила су појаву осећања меланхоличне носталгије према несталом Аустроугарском царству и његовом уређењу, као и концепцију књижевних јунака у облику појединаца који не могу да пронађу право упориште у животу.
У књижевности се јавио романом Паукова мрежа (1923), роману који је својом причом о уздизању екстремне деснице и антисемитизма готово најавио Хитлеров долазак.. Сликање послератних немира у Немачкој са симболичним потенцијалом фабуле појављују се и у другим његовим делима из двадесетих година 20. века попут романа Хотел Савој (1924), Побуна (1924), Бекство без краја (1927), Ципер и његов отац (1928) и Неми пророк (написан 1929. објављен постхумно 1964). Тридестих година се окреће писању о прошлости Аустроугарске. Из овог периода посебно се идваја роман Радецки-марш (1932), који се данас сматра Ротовим ремек-делом. У њему се приповеда породична сага три генерације породице Трота од битке код Солферина до Првог светског рата. За разлику од савременика који су тежили експериментисању и разбијању традиционалних форми романа. Радецки-марш је написан у традицији реализма типичног за 19. век.

## Биографија
Рот је одрастао у Бродију, у Галицији, на крајњем истоку Хабзбуршке империје (Данашња Украјина). На његово одрастање је снажан утицај имала источноевропска јеврејска култура.
Рот је студирао на универзитету, али је студије напустио како би се 1916. као добровољац прикључио аустроугарској војсци у Првом светском рату. Ратна искуства су на њега оставила снажан утисак, а још снажнији утисак распад империје, због којег ће се остатак живота осећати бескућником.
Преселио се у Берлин 1920, где је постао успешан новинар за Neue Berliner Zeitung, а од 1921. писао је за Berliner Börsen-Courier. Касније је постао дописник либералног листа Frankfurter Zeitung, те често путовао Европом. Боравио је на дуже време 1925. у Француској, која ће му касније постати трајни дом. Касних 1920-их супруга му је оболела од шизофреније, због чега ће до краја живота трпити емоционалне и финансијске проблеме.
Први значајнији књижевни успех имао је 1923. године с Пауковом мрежом, романом посвећеним тадашњој бурној политичкој сцени Немачке, а који је у наставцима излазио у аустријским новинама.
Од 1930. године Ротово дело се све мање бави савременом Европом, која је разочарала Рота због бујања све екстремнијег национализма, који је свој екстремни облик добила у немачком националсоцијализму. Након Хитлеровог доласка на власт, Рот је био присиљен да напусти Немачку и да се трајно настани у Паризу. Његова дела у Немачкој су стављена на листу забрањених књига 1933.
Рот је све чешће писао романе у којима је са доста носталгије описивао јединствени културни и политички простор Централне Европе пре Првог светског рата, као и Јевреје и друге грађане некадашње Монархије који су изгубили, по њему, своју једину домовину. Рот је у својим делима сугерисао како би Аустроугарска требало на овај или онај начин да се обнови, јер је била далеко просвећенија и толерантнија од етнички чистих и милитантних националних држава које су настале на њеним рушевинама. Из овог периода посебно се издваја роман Радецки-марш, његово данас најпознатије књижевно дело. Роман приповеда о успону и паду породице Трота током три генерације у Аустроугарском царству.
Последње године пред смрт провео је тонући у све дубљи алкохолизам. Последњи емоционални удар, који га је здравствено уништио, доживео је након вести о самоубиству његовог пријатеља Ернста Толера. Умро је у Паризу 27. маја 1939.